# (5306) Fangfen
(5306) Fangfen (1980 BB) – planetoida z pasa głównego asteroid okrążająca Słońce w ciągu 4,83 lat w średniej odległości 2,86 j.a. Odkryta 25 stycznia 1980 roku.